# البهيمية والقانون
تهتم  التشريعات المُتعلقة بالبهيمية بالقوانين التي تُقنّن ممارسات البشر الجنسية مع الحيوانات. تهتم تلك القوانين بالأشخاص الذين يمارسون أنشطة جنسية على الحيوانات، والذين يُشار إليهم عادةً باسم البهيمية، بدلًا من الانجذاب الجنسي للحيوانات. ولهذا السبب، تُعد محظورات المواد الإباحية ذات التنوع البيولوجي أكثر تنوعًا. قد تكون تلك الممارسات غير قانونية إذا تمت ممارسة الجنس فعليًا مع حيوان، لكن الوضع ليس واضحًا إذا كان هناك الأمر مجرد تمثيل، مثل لوحة أو رسم كاريكاتوري. في هذه الحالة، ستُطبق قوانين الفحش عادةً. تعتبر جميع صور البهيمية على نطاق واسع من المواد الإباحية.

## الرأي العام
وفقًا لاستطلاع رأي أجرته مؤسسة غالوب عام 2014، فإن 76٪ من الدنماركيين يؤيدون حظر البهيمية.
وجد استطلاع أجرته مؤسسة يوجوف في أبريل 2017 أن 75 ٪ من مواطني المملكة المتحدة يعتقدون أن البهيمية يجب أن تكون غير قانونية، بينما يعتقد 11 ٪ بأنها لا يجب أن تكون غير قانونية، و لم يحدد 14 ٪ رأيًا واضحًا.

## الأحزاب السياسية
في 21 أبريل 2015، كان الائتلاف الليبرالي هو الحزب الوحيد في فولكتنغ الذي يُعارض التصويت ضد حظر البهيمية، في حين امتنع التحالف الأحمر- الأخضر. قال عضو التحالف الليبرالي يواكيم أولسن عن مشروع القانون: 
«في أفضل الأحول، سيُعتبر هذا القانون قانونًا سطحيًا. وفي أسوأ الأحوال، سيُعتبر أمرًا سياسيًا وأخلاقيًا».

## المنظمات
عارض مجلس أخلاقيات الحيوان في الدانمارك حظر البهيمية في الدنمارك في عامي 2006 و 2015، قائلاً إن القوانين الحالية التي تسمح بالبهيمية إلا في الحالات التي يمكن فيها إثبات أن الحيوان قد عانى من الضرر كافية للوقت الحالي.

## الأهداف
تميل قوانين البهيمية إلى سنّ القوانين بسبب وجود مخاوف تتعلق بالرفق بالحيوان، وبعض جهات النظر الأخلاقية، والمعتقدات الثقافية. ففي العديد من الثقافات، يُنظر إلى البشر على أنهم مختلفون اختلافًا جوهريًا عن الحيوانات الأخرى وينظر إلى ممارسة الجنس مع الحيوانات على أنها نوع من الدنس.
كانت إحدى الانتقادات الأولية للبهيمية هو أن هذا الفعل ضار للحيوانات ومسيئٌ إليهم بشكل كبير، لأن الحيوانات غير قادرة على إبداء موافقتهم أو اعتراضهم.

## خلفية

### الاختلافات الدولية
تسرد بعض الدول قوانين واضحة للغاية، مثل إنجلترا وويلز، والتي تحظر على وجه التحديد نكاح الإنسان بواسطة قضيب حيواني، ونكاح الحيوان بواسطة القضيب البشري.
وعلى النقيض من ذلك، لا تشرع العديد من الدول مثل الولايات الأمريكية القوانين الواضحة للبهيمية. ففي حين أن تلك الولايات تحظر ممارسة الجنس مع الحيوانات، إلا أنها لا تحدد بشكل واضح ما تعنيه كلمةالجنس.
وحتى لو لم يتم حظر البهيمية بشكل صريح، فهناك غالبًا العديد من القوانين الأخرى التي يمكن استخدامها لمقاضاة المتهمين بشكل فعال. فعلى سبيل المثال، يوجد لدى معظم البلدان قوانين القسوة على الحيوانات وسيقول المدعي العام أن كل نشاط للبهيمية هو سوء معاملة للحيوانات. يمكن اتهام الشخص الذي يمارس البهيمية بوحشية مع الحيوانات في بعض الولايات الأمريكية.

### القوانين الرادعة في حالات البهيمية غير المحددة
يوجد لدى بعض البلدان مجموعة من القوانين في كتبهم. تُستخدم أحيانًا قوانين اللواط أو قوانين «الجريمة ضد الطبيعة» لمقاضاة الأشخاص الذين يمارسون الجنس مع الحيوانات.
في حالة كينيث بينان، الذي تُوفي متأثرًا بجروح أصيب بها من ممارسة الجنس الشرجي من حصان، وجدت سلطات إنفاذ القانون المحلية أنه لا توجد قوانين تسمح لهم بمقاضاة صديقه الذي صور الحدث كما سمح لنفسه بالاغتصاب من قبل الحصان. تمت محاكمة الصديق بتهمة التعدي على ممتلكات الغير. دفعت هذه القضية المجلس التشريعي لولاية واشنطن إلى وضع تشريع يحظر ممارسة الجنس مع الحيوانات.
في قضية فلوريدا في عام 2005، اتُهم الرجل الذي مارس الجنس مع كلبه بسلوك غير منظم، حيث لم يكن لدى الدولة قوانين لمكافحة البهيمية في الكتب في ذلك الوقت. وفي 1 أكتوبر 2011، أدخلت ولاية ولاية فلوريدا قانون 828.126 ، FS حيز التنفيذ، والذي يحظر ممارسة الجنس مع الحيوانات.

## قوانين ضد ممارسة الجنس مع الحيوانات
ناقش أجروول على نطاق واسع تشريح قوانين ضد البهيمية. مسموح به في عدد قليل من البلدان على الرغم من تطبيق قوانين معاملة الحيوانات العادية.
كما توجد أيضًا قوانين شائعة ضد إجبار شخص آخر على الانخراط في نشاط جنسي مع الحيوانات الأخرى، وخاصة القُصَّر. تُعتبر تلك الممارسات عادةً فعلًا معادلًا للاغتصاب. في بعض الولايات الفدرالية، تتضمن قوانين مكافحة ممارسة الجنس مع الحيوانات أحكامًا تتعلق بمصادرة الحيوانات التي تمت إدانتها.

### استثناءات
يُعفى من تلك القوانين عادةً التعامل الجنسي للحيوان لأغراض الممارسة البيطرية، أو تربية الحيوانات. لكن في نقاش علني حول قانون ولاية أوريغون الذي صدر مؤخرًأ، أراد أحد المتحدثين باسم أحد دور رعاية الحيوانات إعفاء دور تربية الحيوانات من تلك القوانين أيضًا، حيث كان يشعر بالقلق من أن شخصًا ما قد يستخدم هذه «الممارسات الزراعية المقبولة» على أنها ثغرة قانونية لممارسة الجنس مع الحيوانات للاستمتاع الشخصي. ردّ أحد المشرعين بالسؤال عما إذا كانوا يحاولون تجريم فعل الاتصال جنسي، أو الحالة الذهنية. تم استبعاد الإعفاء البيطري والزراعي من قانون ولاية أوريغون في النسخة النهائية. ولأن بعض التعديلات على الأعضاء التناسلية الحيوانية مثل التلقيح الاصطناعي مسموح بها والبعض الآخر غير مسموح به مثل الجنس مع الحيوانات، فقد أُثيرت مخاوف من أن هذا قد ينتهك ضمان الحقوق والمساواة القانونية.

## البهيمية الإباحية
تحصل المواد الإباحية عل شرعيتها من خلال ثلاثة عناصر: قانونية الإنتاج، وشرعية البيع والنقل، وشرعية الملكية. وبصفة عامة، يُعد التصوير الإباحي للحيوانات أمرًا قانونيًا لإنتاج ما يتعلق بالبهيمية. تختلف القوانين المتعلقة بالبيع والنقل والملكية على نطاق واسع.
لا يعتبر الفن الجنسي، مثل الصور الإباحية للحيوانات في الرسوم المتحركة وما شابه والتي لا تتطلب تسجيل فعل جنسي فعلي، نوعًا من أنواع ممارسة الجنس مع الحيوانات بموجب القانون، وبالتالي فإن تلك الحالات تعتمد على قوانين أكثر عمومية مثل القيود القانونية على الفحش أو المواد الإباحية وحدها، كما تعتمد على خط رفيع بين الفن المثير والمواد الإباحية.